# 나시모토노미야
나시모토노미야(梨本宮)는 후시미노미야 사다요시 친왕의 10남 모리오사 친왕이 창설한 궁가이다. 메이지 초기에 많이 세워진 후시미노미야 계열의 신설 궁가중 유일하게 쿠니이에 친왕의 형제에 의해 창설되었다. 도쿄도 시부야구의 구미야시타쵸 (현 미야시타 파크 일대)는 나시모토노미야가의 저택 아랫쪽에 위치했던 것에 기인한다.

## 계보

### 나시모토노미야 모리오사 친왕
*상세 내용은 「나시모토노미야 모리오사 친왕」을 참고바람
초대 모리오사 친왕은 분세이 2년 (1819년)에 태어났다. 텐포 4년 (1833년)에 친왕 선하를 받고, 엔만인에 들어가 출가하여 카쿠쥰(覚諄)입도친왕이라 칭하였다. 텐포 6년 (1835년)에는 카지이엔유인을 상속해 마사히토(昌仁)입도친왕으로 개명했다. 메이지 원년 (1868년)에 환속해, 카지이노미야(梶井宮)라 칭하고, 이어서 메이지 3년 (1871년)에는 나시모토노미야(梨本宮)로 개칭했다. 사다요시 친왕에게는 장남 쿠니이에 친왕을 포함한 많은 자녀가 있었지만, 환속하여 궁가의 당주가 된 것은 적자 쿠니이에 친왕이외는 모리오사 친왕이 유일하다. 1881년 (메이지 14년), 63세의 나이로 사망.

### 나시모토노미야 키쿠마로 왕
*상세 내용은 「야마시나노미야 키쿠마로 왕」을 참고바람
모리오사 친왕에게는 친자식이 없었기 때문에, 1881년에 야마시나노미야에서 태어난지 얼마 안된 키쿠마로 왕(야마시나노미야 아키라 친왕의 1남)이 들어와 나시모토노미야를 계승했다. 그러나, 키쿠마로 왕은 1885년 (메이지 18년)에 다시 야마시나노미야에 복귀하였다.
대신, 쿠니노미야 아사히코 친왕의 아들 타다 왕을 나시모토노미야를 계승하게 하고, 이름을 모리마사 왕으로 개명했다.

### 나시모토노미야 모리마사 왕
*상세 내용은 「나시모토노미야 모리마사 왕」을 참고바람
3대 모리마사 왕은 1874년 (메이지 8년)에 태어났다. 1900년 (메이지 33년), 후작 나베시마 나오히로의 둘째 딸 이츠코와 결혼하여, 마사코 여왕, 노리코 여왕을 얻었다. 공적인 기록 상으로는 나시모토노미야 궁가 2대 (키쿠마로 왕이 야마시나노미야에 돌아갔기 때문)이다. 원수 육군 대장, 일불협회 총재, 재향군인회 총재 등을 지냈다. 1943년 (쇼와 18년), 이세 신궁 제주로 취임한다. 전후, 황족 유일의 전범으로 지정되어 스가모 프리즌에 반년간 구치되었다. 1945년 (쇼와 20년), 황전강구소 6대 총재로 취임한다. 1947년 (쇼와 22년) GHQ의 지령에 의해 10월 14일, 황적 이탈, 1951년 (쇼와 26년), 78세의 나이로 사망.

### 모리마사 왕비 이츠코
*상세 내용은 「나시모토노미야 이츠코」을 참고바람
모리마사 왕의 왕비. 1947년 10월 14일자로 황적 이탈하였다. 모리마사 왕이 사망한 후에는 나시모토가의 제사를 계승하고, 자식인 노리코와 히로하시 타다미츠의 둘째 아들인 히로하시 요시미츠 (후에 양자결연 해지), 모리마사 왕의 조카로 쿠니노미야 타카 왕의 셋째 아들인 타츠타 노리히코 (나시모토 노리히코, 태평양 전쟁 전에 신적강하하여 화족 백작으로 "타츠타(龍田)"를 하사받음)를 양자로 맞이했다. 노리히코가 나시모토가를 계승한 후, 1976년 (쇼와 51년) 94세의 나이로 사망.

### 마사코 여왕
*상세 내용은 「이방자」을 참고바람
모리마사 왕의 장녀. 대한제국 최후의 황태자 이은과 결혼하여 왕공족이 되었다. 전후, 일본 국적과 왕공족 신분을 잃었지만, 한국으로 돌아와 복지사업 등을 다했다. 자식으론 이구 (대한제국 최후의 직계 자손)이 있다.

### 노리코 여왕
*상세 내용은 「히로하시 노리코」을 참고바람
모리마사 왕의 차녀. 1926년 (다이쇼 12년)에 히로하시 타다미츠에게 시집을 간 후, 신적 강가했다. 1985년 (쇼와 60년), 78세의 나이로 사망. 자식으로는 일시 어머니 이츠코의 양자가 되었던 히로하시 요시미츠가 있다.

### 황적이탈 후의 나시모토가
나시모토미야는 황적이탈 시점에서 모리마사 왕과 모리마사 왕비 이츠코 두사람이자 궁호인 나시모토를 씨(氏)로 삼았다.
- 나시모토 모리마사 (모리마사 왕) 재임 1947년 ~ 1951년
- 나시모토 이츠코 (모리마사 왕비) 재임 1951년 ~ 1976년
- 나시모토 노리히코 (모리마사의 조카 타카 왕의 3남, 전 화족 타츠타 백작, 이츠코의 양자) 재임 1976년 ~ 2007년
- 나시모토 타카오 (노리히코의 양자) 재임 2007년 ~